# Rockin' Sidney
Vous pouvez aider à l'améliorer ou bien discuter des problèmes sur sa page de discussion.
- Il ne cite pas suffisamment ses sources. Vous pouvez indiquer les passages à sourcer avec {{référence nécessaire}} ou {{Référence souhaitée}}, et inclure les références utiles en les liant aux notes de bas de page. (Marqué depuis novembre 2021)
- La pertinence de son contenu est remise en cause. Considérez-le avec précaution. (Marqué depuis novembre 2021)

- Archive Wikiwix
- Bing
- Cairn
- DuckDuckGo
- E. Universalis
- Gallica
- Google
- G. Books
- G. News
- G. Scholar
- Persée
- Qwant
- (zh) Baidu
- (ru) Yandex
- (wd) trouver des œuvres sur Wikidata

Sidney Semien, dit Rockin’ Sidney, était un chanteur, accordéoniste, harmoniciste, guitariste et pianiste de blues américain, né à Lebeau, Louisiane, le 9 avril 1938, et décédé à Lake Charles, Louisiane, le 25 février 1998. Il est l'auteur du tube "My Toot Toot".